# Saint-Martin-Choquel
Saint-Martin-Choquel – miejscowość i gmina we Francji, w regionie Hauts-de-France, w departamencie Pas-de-Calais.
Według danych na rok 1990 gminę zamieszkiwały 344 osoby, a gęstość zaludnienia wynosiła 56 osób/km² (wśród 1549 gmin regionu Nord-Pas-de-Calais Saint-Martin-Choquel plasuje się na 894. miejscu pod względem liczby ludności, natomiast pod względem powierzchni na miejscu 583.).